# Architrypethelium hyalinum
Architrypethelium hyalinum är en svampart som beskrevs av Aptroot. Architrypethelium hyalinum ingår i släktet Architrypethelium och familjen Trypetheliaceae.   Inga underarter finns listade i Catalogue of Life.